# Fire and Ice (film)
Foc și gheață (din engleză Fire and Ice) este un film de animație rotoscopică de sabie și vrăjitorie regizat de Ralph Bakshi după un scenariu de Gerry Conway[*]. În rolurile principale au interpretat (ca voce) actorii Randy Norton și  Leo Gordon.
A fost produs de studiourile Producers Sales Organization[*] și a avut premiera la 26 august 1983, fiind distribuit de 20th Century Fox. Coloana sonoră a fost compusă de William Kraft[*]. 
Filmul are loc în preistoria unei lumi fictive (în epoca cuprului). Scenariul a fost scris de colaboratorii Marvel Comics,  Gerry Conway ( co-scriitor al Spider-Man și Conan Distrugătorul) și Roy Thomas (care a lucrat mai târziu la serialele Xena, Prințesa războinică și Hercule). Scenariul minimizează dialogurile, cea mai mare parte a acțiunii are loc sub formă de scene intuitive, însoțite de scurte comentarii.

## Rezumat
Intriga filmului are loc într-o țară fantastică amenințată de înaintarea ghețarilor din nord. Această gheață este cauzată de vrăjitoarea Juliana și de fiul ei pe nume Nekron. Răufăcătorii din Țara Gheții (Icepeak) se confruntă cu locuitorii din Pământul Focului (Firekeep) de sub conducerea lordului Jarol. Trimișii Țării de Gheață cer lui Jarol și fiului său Taro să-l recunoască pe Nekron drept suveranul lor, dar mândrul rege refuză.

## Distribuție
Au interpretat actorii: 
| Personaj                 | Actor de mișcare                                                                    | Actor de voce                    |
| ------------------------ | ----------------------------------------------------------------------------------- | -------------------------------- |
| Larn                     | Randy Norton                                                                        | William Ostrander                |
| Teegra                   | Cynthia Leake                                                                       | Maggie Roswell                   |
| Darkwolf                 | Steve Sandor                                                                        | Steve Sandor                     |
| Nekron, fiul vrăjitoarei | Sean Hannon                                                                         | Stephen Mendel                   |
| Lord Jarol               | Leo Gordon                                                                          | Leo Gordon                       |
| Tarom fiul lui Jarol     | William Ostrander                                                                   | William Ostrander                |
| vrăjitoarea Juliana      | Eileen O'Neill                                                                      | Susan Tyrrell                    |
| Roleil                   | Elizabeth Lloyd Shaw                                                                | Elizabeth Lloyd Shaw             |
| Otwa                     | Micky Morton                                                                        | Micky Morton                     |
| Tutor                    | Tamarah Park                                                                        | Clare Torao (men. Clare Nono)    |
| Monga                    | Big Yank                                                                            | Big Yank                         |
| Pako                     | Greg Wayne Elam                                                                     | Greg Wayne Elam                  |
| Envoy                    | N/A                                                                                 | Alan Koss                        |
| Defender Captain         | N/A                                                                                 | Hans Howes                       |
| Subhumans                | James Bridges Shane Callan Archie Hamilton Michael Kellogg Douglas Payton Dale Park | Ray Oliver Nathan Purdee Le Tari |